# Anapoma limbopuncta
Anapoma limbopuncta là một loài bướm đêm trong họ Noctuidae.